# Favites russelli
Espèce
Statut CITES
Favites russelli est une espèce de coraux appartenant à la famille des Faviidae. Selon WoRMS, cette espèce n'est pas valide et correspond à Paragoniastrea russelli.